# 8597 Sandvicensis
8597 Sandvicensis è un asteroide della fascia principale. Scoperto nel 1973, presenta un'orbita caratterizzata da un semiasse maggiore pari a 2,6858819 UA e da un'eccentricità di 0,1540975, inclinata di 12,63196° rispetto all'eclittica.